# Utricularia dunstaniae
Utricularia dunstaniae — вид рослин із родини пухирникових (Lentibulariaceae).

## Біоморфологічна характеристика
Це невеликий однорічний наземний вид. Суцвіття прямовисне, одиночне, 6–15 см. Мабуть, квіти завжди поодинокі. Віночок жовтуватий, жовто-коричневий. Цвітіння: березень — травень.

## Середовище проживання
Ендемік півночі Австралії (пн. Західна Австралія, пн. Північна територія).
Цей вид росте у вологому піску, часто на мілководді в лісах Melaleuca nevosa або Verticordia.